# Пен (острів)
Пен (фр. Île-des-Pins, Kunié мовою Kwényï) — острів у південно-західній частині Тихого океану, в складі архіпелагу Нова Каледонія. Належить Франції. Розташований безпосередньо на південний схід від головного острова Гранд-Терр, майже на тропіку Козорога.
Площа острова становить 152,3 км², населення — 2037 осіб (2019, перепис). Острів нерівний, найвища його точка пік Нга (фр. Pic N'ga) підіймається на висоту 262 метри. Адміністративно належить до Південної провінції Нової Каледонії й утворює окрему комуну. Адміністративний центр — Вао (фр. Vao), розташований на південному узбережжі.
Острів вкритий хвойним лісом. Особливе місце серед місцевої рослинності займає араукарія коралова (Araucaria columnaris), зовні схожа із сосною. На честь цього дерева острів отримав свою назву. Її дав капітан Джеймс Кук 1774 року, під час своєї подорожі до Нової Зеландії. Буквально англійська назва Isle of Pines означає «острів сосон».
Археологи знайшли на острові Пен фрагменти глиняного посуду, що належать до культури Лапіта й датуються приблизно 1500 р. до Р. Х. Перші європейці з'явилися тут у 40-х роках XIX ст., це були християнські місіонери та торговці сандаловим деревом. 1872 року острів став використовуватись як виправна колонія, вона існувала в Новій Каледонії до 1895 року. Серед каторжан було близько 3000 політичних в'язнів з числа учасників Паризької комуни.
Сьогодні острів Пен є популярним місцем відпочинку туристів. Лише 100 км відділяють його від столиці Нової Каледонії — Нумеа. Клімат тут м'який, купатися можна цілий рік, тропічна негода мало турбує острів. Також тут вирощують креветок та устриць, які йдуть на експорт.
94 % населення острова становлять канаки (1914 осіб за даними перепису 2019 року). Площа в 140,2 км² (92 % території острова) має статус звичаєвих земель. Ці землі належать корінним жителям острова й захищені традиційною племінною системою. Земля тут не продається й не здається в оренду. В рамках звичаєвої організації острів Пен утворює окремий звичаєвий округ (фр. District coutumier) Пен-Квеньї (фр. Île-des-Pins-Kwênyii) в складі звичаєвої області (фр. Aire coutumière) Друбеа-Капуме (фр. Drubea-Kapumë). Округ поділяється на 8 племен: Gadji, Wapan, Touete, Ouatchia, Youwaty, Vao, Comagna, Kere. Кожне з них має свого малого вождя (фр. Petit chef), що перебуває під владою спільного для них великого вождя (фр. Grand chef).
Місцеві жителі розмовляють меланезійською мовою квеньї (Kwényï), але вона не має писемності. Офіційна мова — французька.
Основне заняття канаків — землеробство, вирощують переважно ямс. Ця культура є центром традиційної культури корінного населення. У вересні-жовтні в посадці ямсу беруть участь усі жителі острова. В березні збирають перший урожай, ця подія супроводжується надзвичайно важливими для місцевих жителів церемоніями. Ямс символізує канацьку громаду, її спільне життя, діяльність та плоди її праці. Острів Пен є чи не єдиним місцем в Новій Каледонії, де продовжують будувати традиційні дерев'яні човни з аутригером та трикутним вітрилом. Такі човни використовують місцеві рибалки, ними також розважають туристів. На острові є кілька танцювальних колективів. Канаки проводять показові племінні свята, коли до острова заходять круїзні кораблі. Вони спеціально розмальовують свої тіла, вдягають одяг з листя папороті, пандана або кокосової пальми.
Найбільше людей зосереджено в головному селі острова Вао. Тут розташовані дитячий садочок, початкова та середня школи, церква, ратуша, медичний центр, аптека, супермаркет, базар, банк, поштове відділення.

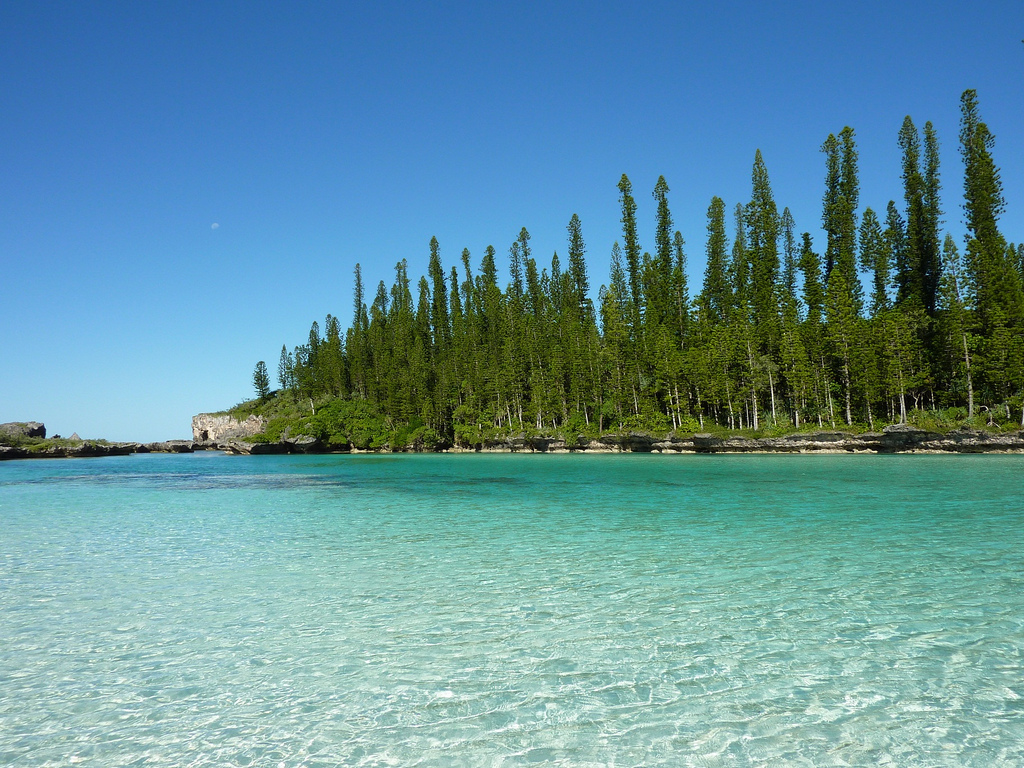
Араукарія коралова
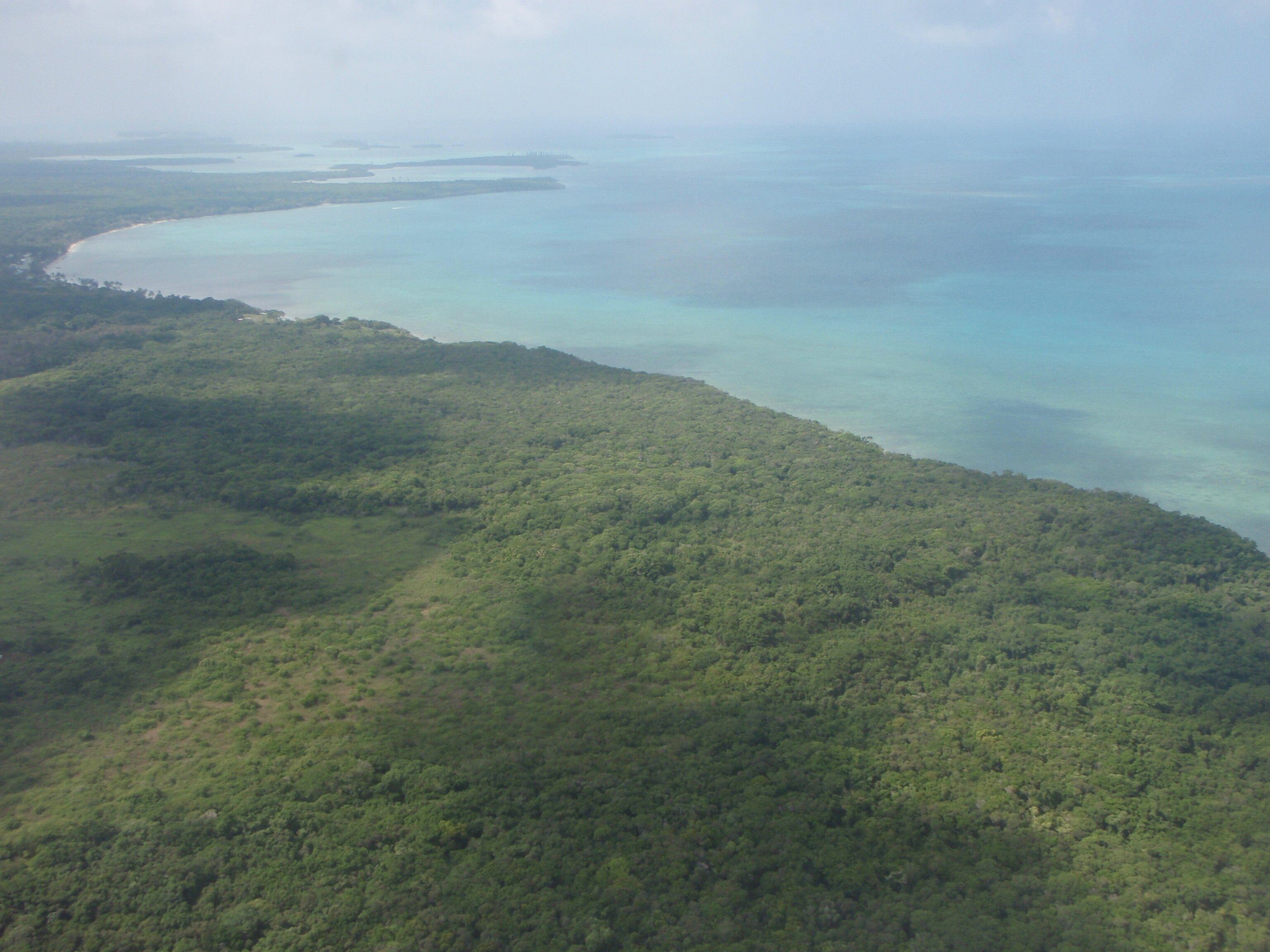
Панорама острова Пен
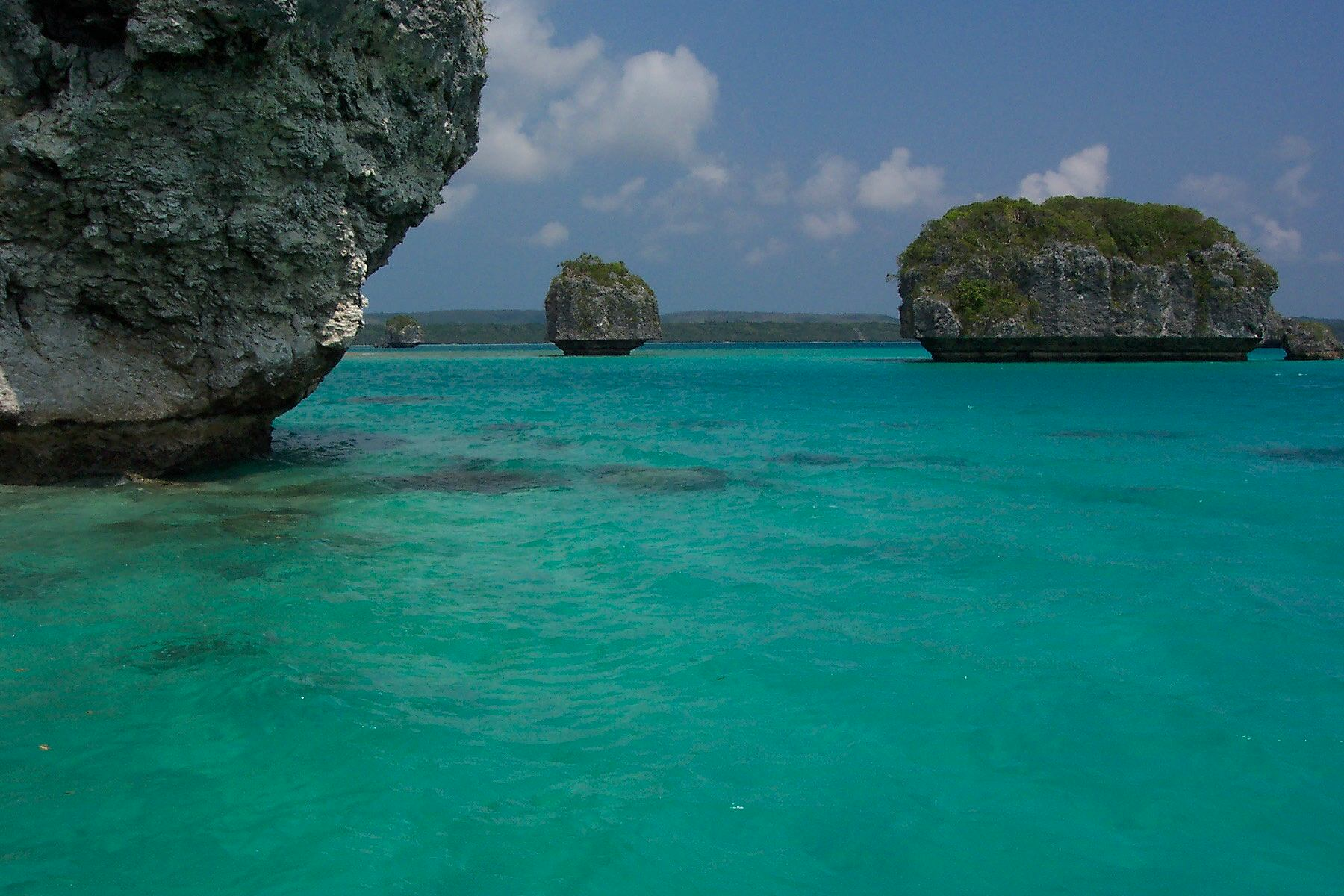
Затока Упі
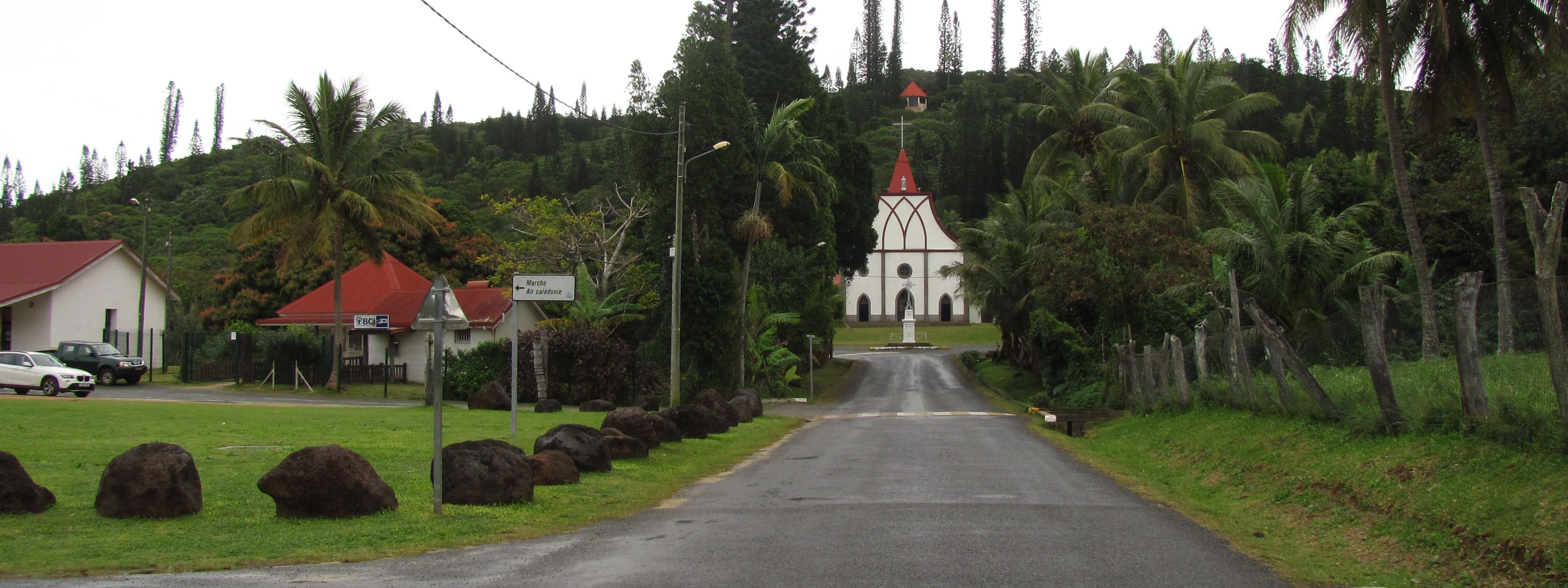
Центр села Вао
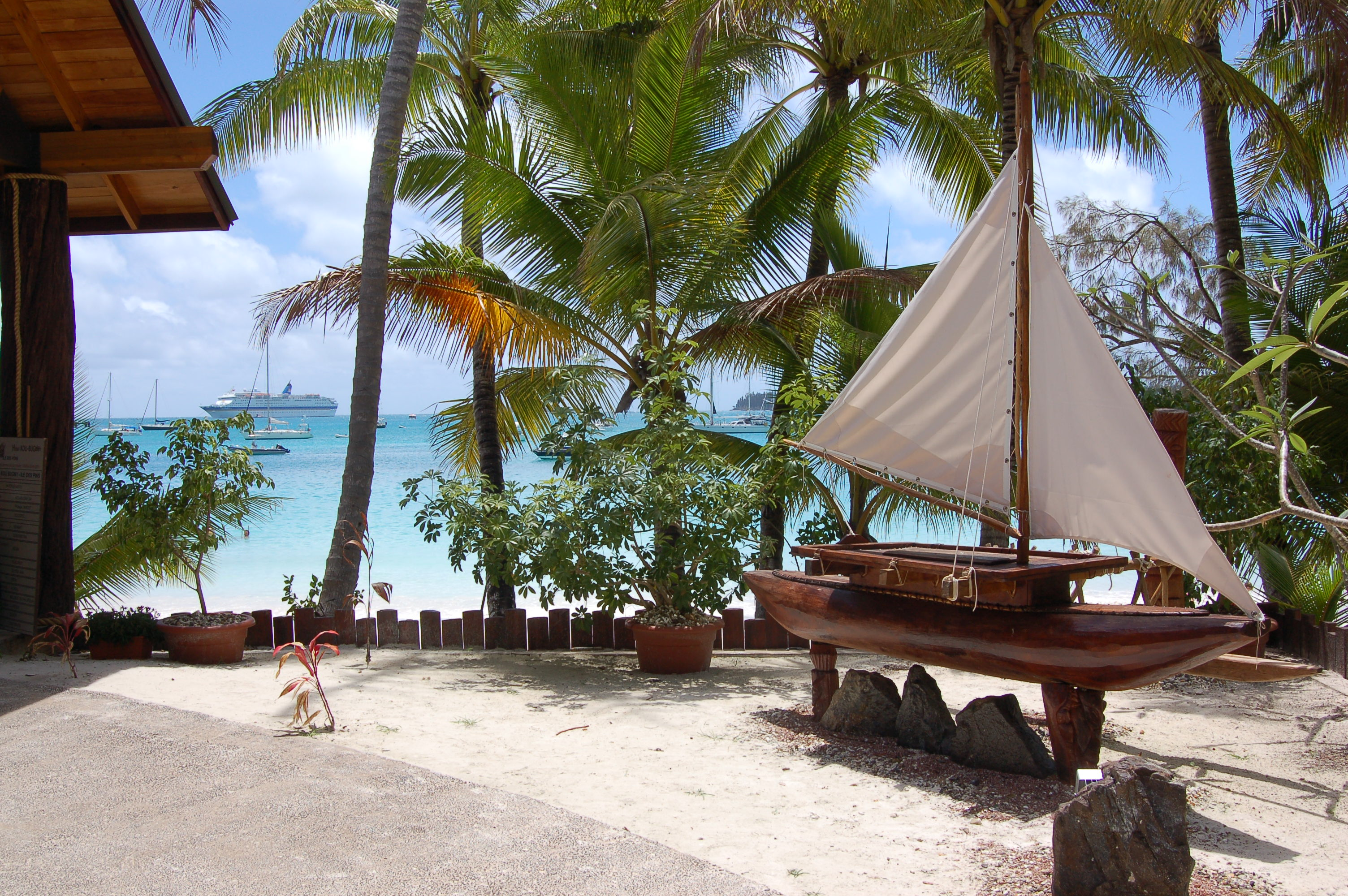
Туристична зона
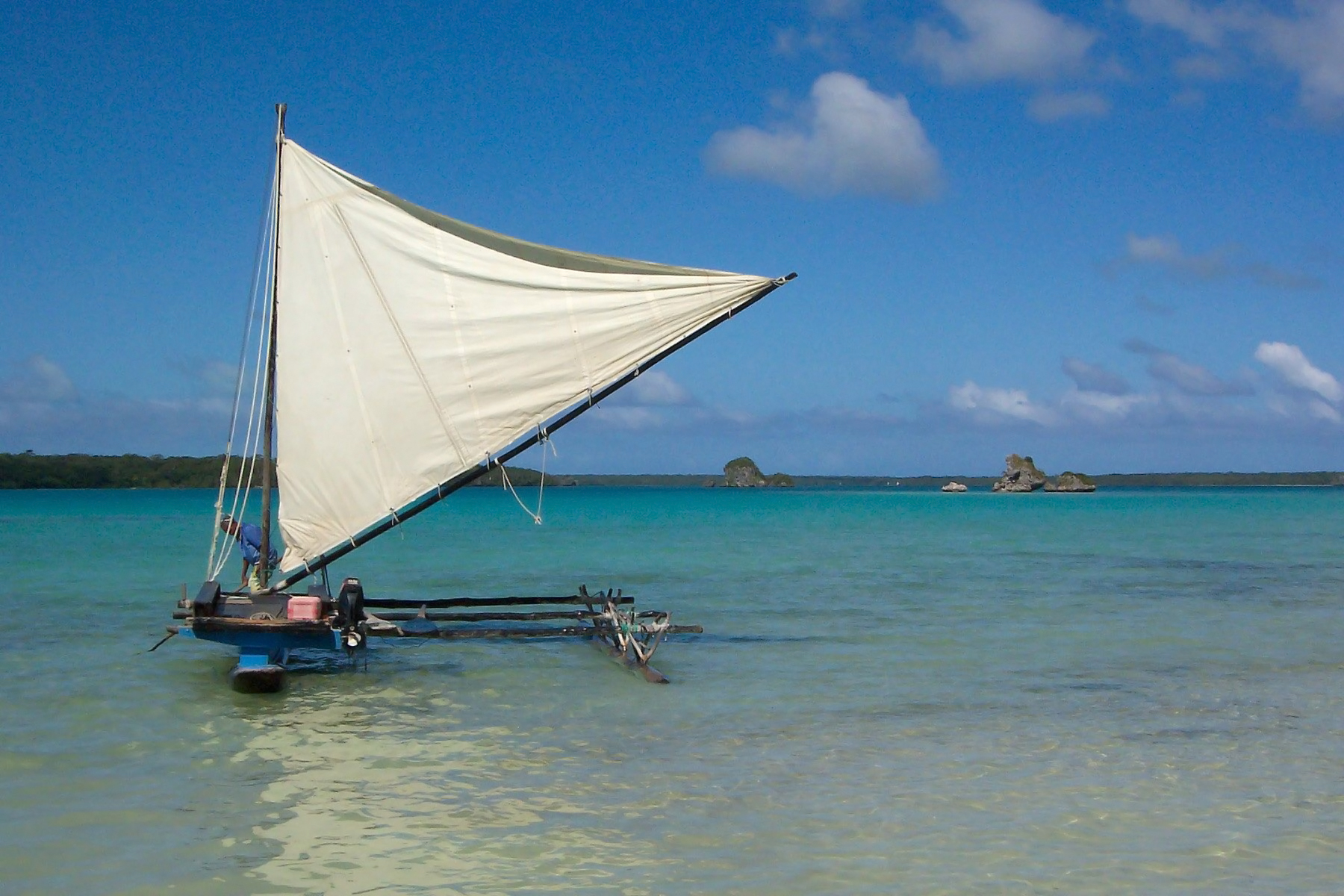
Вітрильний човен з аутригером